# 엘드로우
엘드로우(LDraw)는 컴퓨터에서 3D로 레고 블록(Lego block) 작품을 모델링하기 위한 오픈소스 또는 프리웨어 도구 시스템 및 라이브러리이다. LDraw 파일 형식과 원본 프로그램은 제임스 제시만 (James Jessiman)에 의해 작성되었으며 파일 형식이 이후 추가 개발 및 확장되었다.그는 또한 LDraw 커뮤니티에서 지속적으로 유지 관리 및 확장 중인 부품 라이브러리의 많은 원본 부품을 모델링했다. 1997년 제임스 제시만 (Jessiman)이 사망한 후 LDraw 부품 라이브러리와 파일 형식을 사용하는 다양한 프로그램이 작성되었다. LDraw 모델은 무료 3D 레이 트레이서인 POV-Ray(포브레이) 또는 Blender(블랜더)에서 자주 렌더링된다.

## 캐드
엘드로우 라이브러리를 지원하는 캐드프로그램으로는 무료 개발 또는 오픈소스인 LDcad, 브릭스미스(Bricksmith), 레오캐드(LeoCAD) 등이 있다.

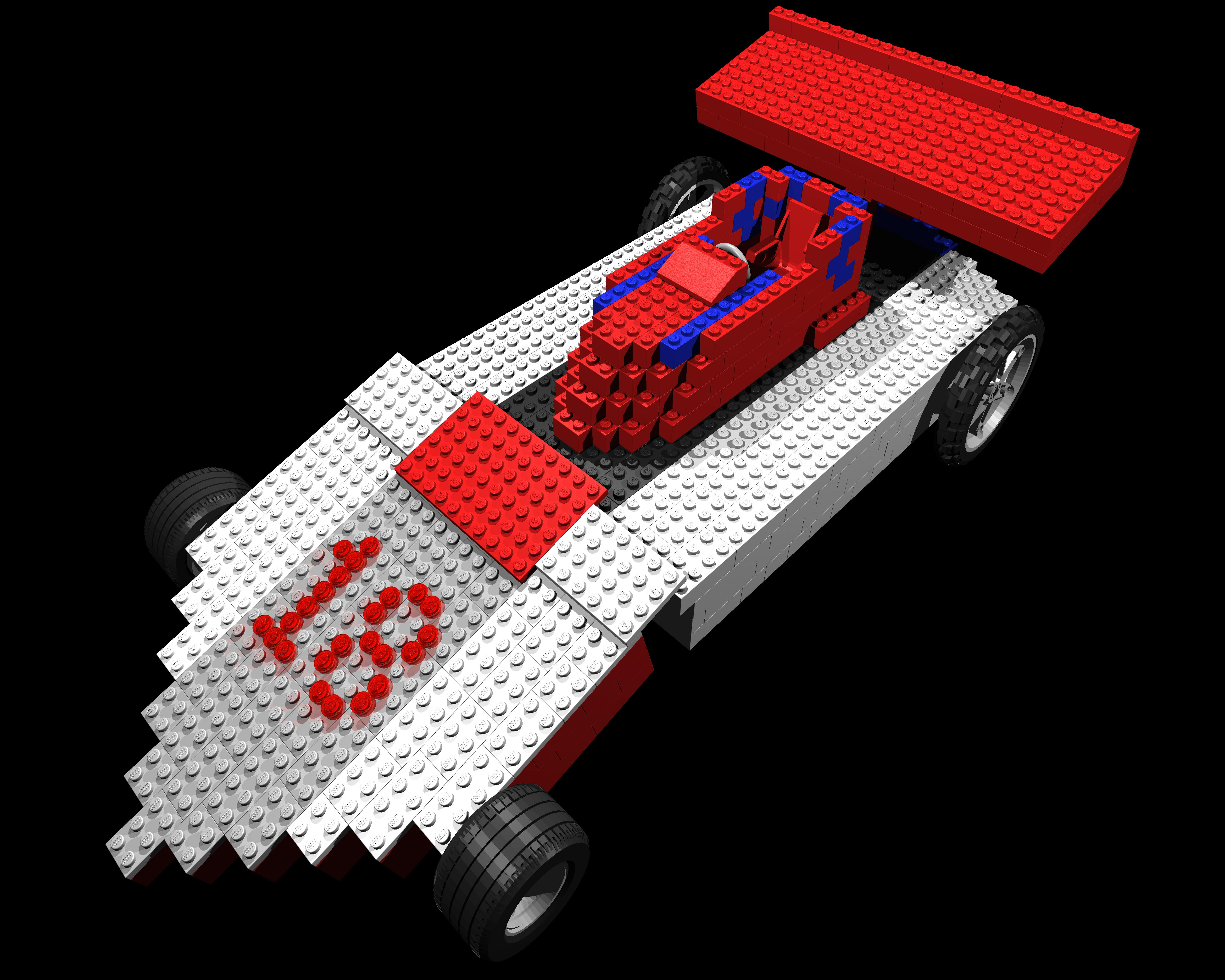
LDraw로 만든 경주용 자동차
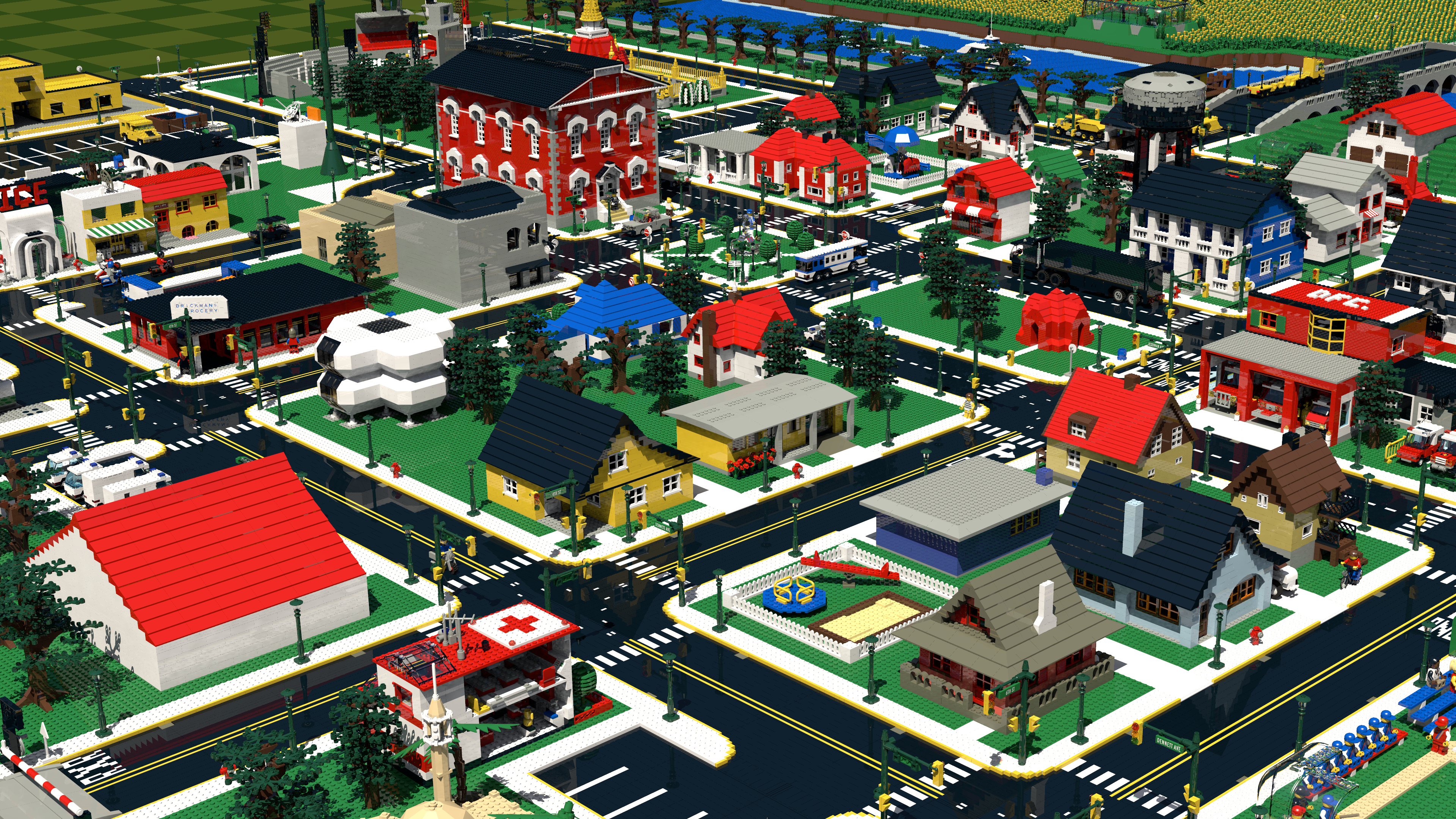
LDraw 시스템을 사용하여 설계 및 빌딩되고 POV-Ray로 렌더링된 작은 마을. 이 모델에는 약 250,000개의 부품이 포함되어 있다.
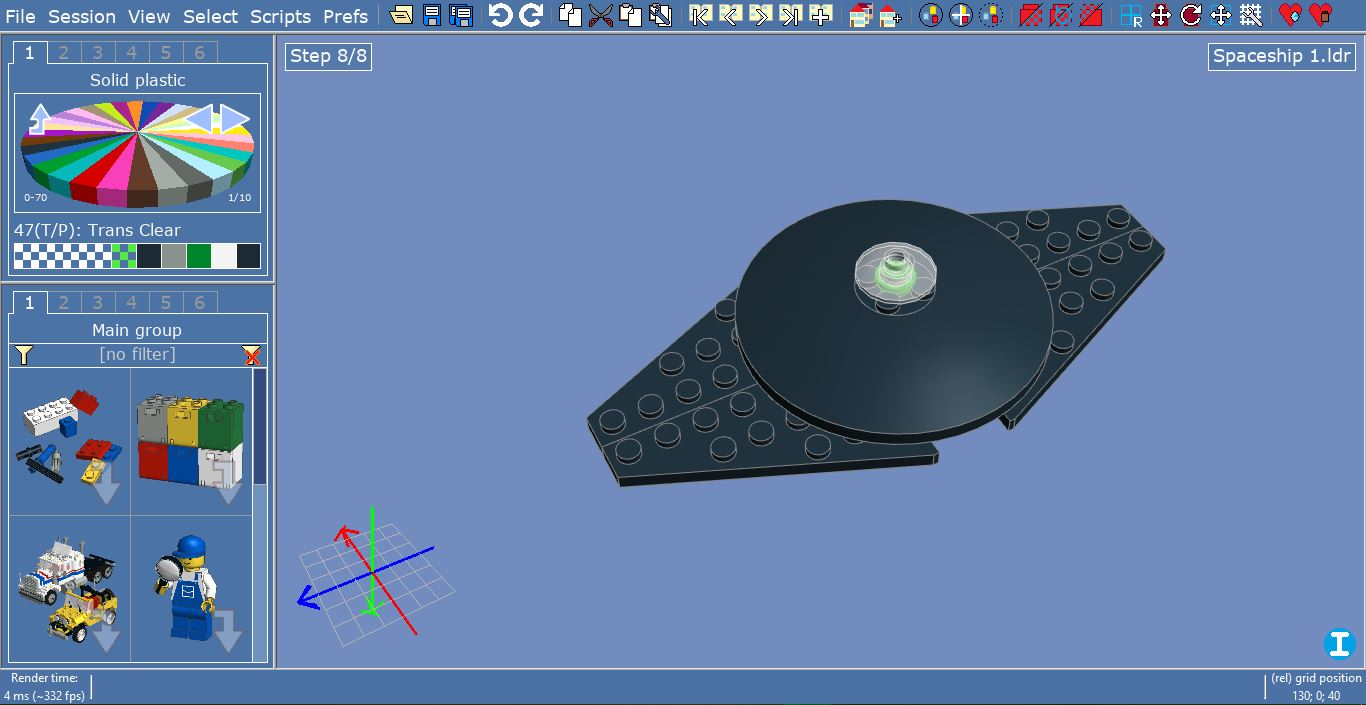
LDCad로 만든 우주선
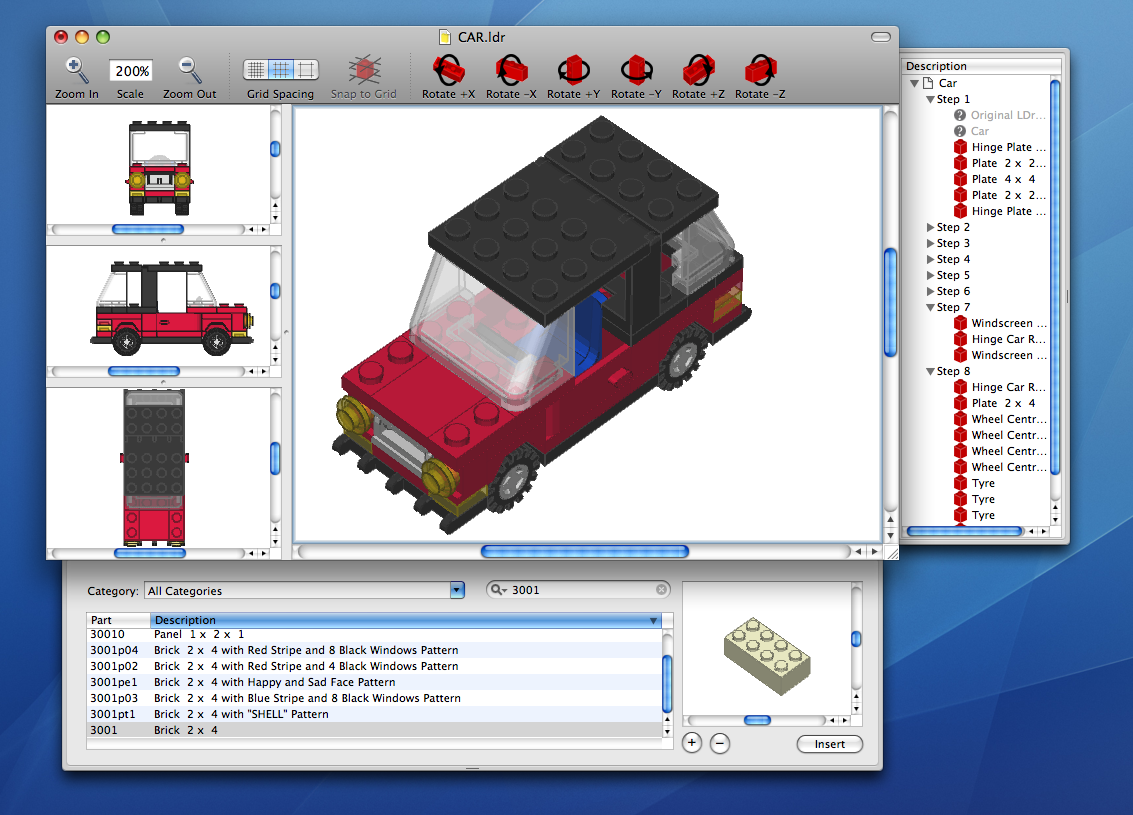
브릭스미스(Bricksmith)를 사용하여 구현된 자동차 뷰(view)

## 같이 보기
- 옥스포드 블록
- 코비 블록